# سیارک ۴۲۷۴۸
سیارک ۴۲۷۴۸ (به انگلیسی: 42748 Andrisani، نامگذاری:1998SV10) چهل و دو هزار و هفتصد و چهل و هشتمین سیارک کشف شده‌است که در ۲۱ سپتامبر ۱۹۹۸ کشف شد.